# Stela vulturilor
Stela vulturilor este o stelă ce datează din perioada protodinastică a Sumerului. Stela prezintă victoria orașului-stat Lagaș față de rivalul său vecin, Umma. Stela prezintă mai multe scene de război, unele dintre acestea având un caracter religios. Stela și-a căpătat numele după vulturii ce pot fi văzuți pe partea de sus-dreapta de pe spatele stelei. 
Stela este făcută din calcar. Original era înaltă de 1,8 m și lată de 1,3 m, însă din aceasta nu au mai supraviețuit decât șapte fragmente. Acestea au fost descoperite la sfârșitul secolului al XIX-lea în situl anticului oraș sumerian Girsu, în sudul Irakului de astăzi. În prezent, fragmentele rămase sunt expuse la muzeul Luvru. 
Stela a fost construită pentru a sărbători victoria lui Eannatum, rege al Lagașului, asupra lui Uș, rege al Ummei. Este primul monument de război descoperit până în ziua de azi.